# 池田動物園
池田動物園（いけだどうぶつえん、Ikeda Zoo）は、岡山県岡山市北区にある民間の動物園。
展示されている動物数は約100種、約450個体である（2022年8月現在）。

## 概要

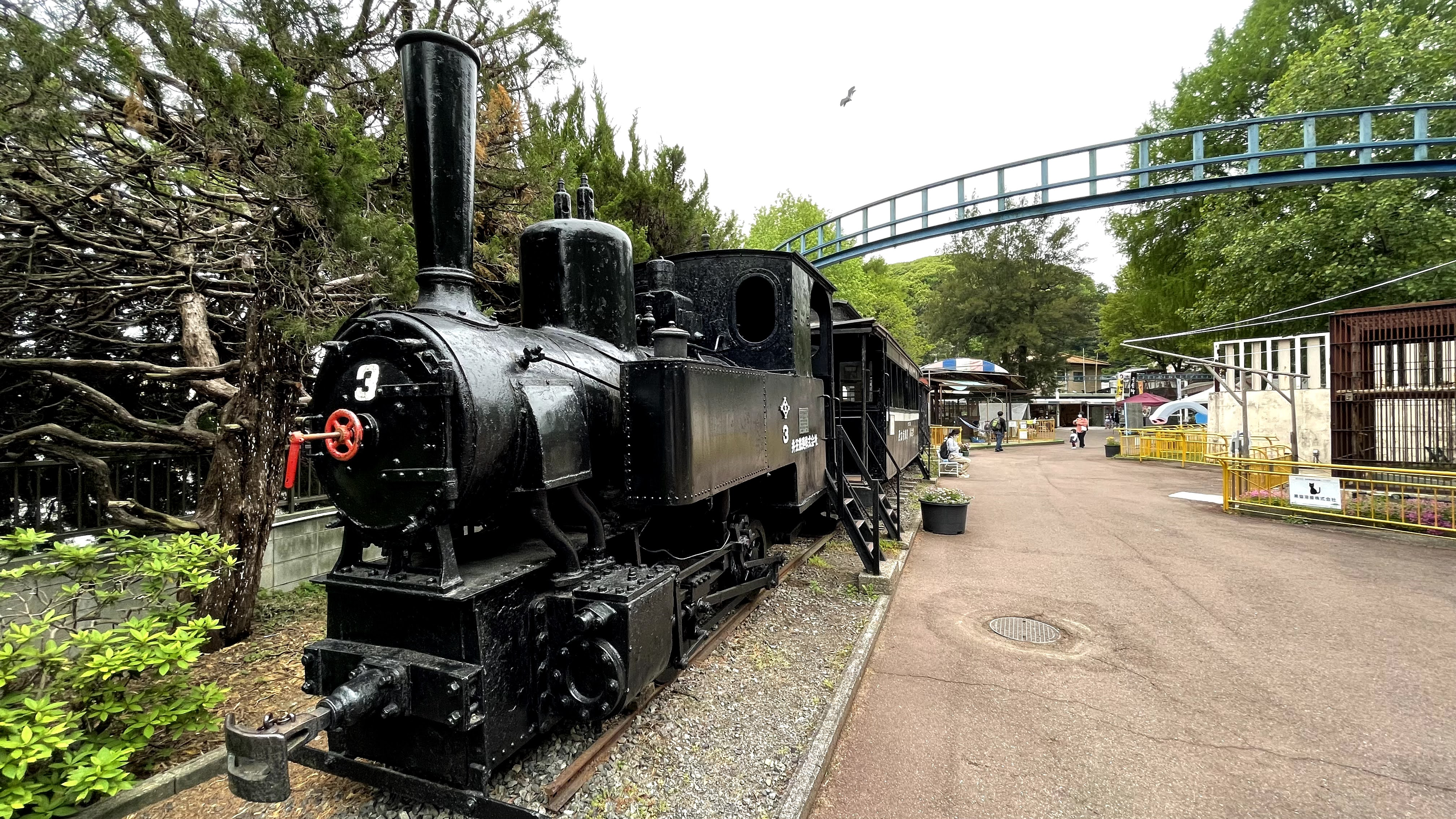
園内で保存されている井原笠岡軽便鉄道機関車第1号形蒸気機関車の2号機

1953年（昭和28年）に元岡山藩主・池田詮政の孫・池田隆政と昭和天皇の第四皇女・池田厚子夫妻により「池田産業動物園」として開設。1960年（昭和35年）に現在の池田動物園となった。
特徴として、園の大半が京山の山中にあることが挙げられる。この「山を利用した動物園」というのは国内でも珍しく、しばしば観光案内のうたい文句として取り上げられる。
園内にはキリン、レッサーパンダやマゼランペンギン、エリマキキツネザルなどの人気動物が多数飼育されており、ヤギ、ヒヨコ、フラミンゴなどに触れることができる。また、期間限定でナイトズーやクリスマスコンサートなどのイベントなどが開催されている。そのほか、旧民家を移築して造られた岡山民俗館があり農耕器具や家具類などを展示している。宮中御臺人形の展示なども期間限定で行われた。
1986年（昭和61年）には中国の西安動物園と動物の交換を行い池田側からダチョウやニホンキジ・西安側からレッサーパンダを贈り、これが縁となり1988年（昭和63年）には瀬戸大橋開通記念の「中国三大珍獣展」の一環としてジャイアントパンダを3月下旬から3ヶ月間展示した。
2008年（平成20年）度の来園者は約11万人。2009年（平成21年）に、約200万円をかけ、ペンギンの飼育舎を改装し散歩通路を設け、より近くでペンギンをみることができるようになった。
2012年（平成24年）から園長は前述の池田厚子が務めている。しかし園は資金難等により今後のあり方が模索されている。
園内には1988年（昭和63年）からゲーム機や乗り物などを設置した「遊園コーナー」があったが、老朽化などから2022年（令和4年）10月31日をもって閉鎖された。
2024年（令和6年）4月3日、築40年超となっていた売店と食堂を改装した「あしあとショップ&ごちそうキッチン」がオープンした。

## 歴史
- 1953年（昭和28年）
  - 2月14日 - 「池田産業動物園」として開設[1]。
  - 10月27日 - 昭和天皇、香淳皇后の行幸啓。池田宣政夫妻の案内で園内を散策[9]。
- 1958年（昭和33年） - 株式会社として登記[2]。
- 2017年（平成29年）10月13日 - 国内最高齢のベンガルトラ（オス・24歳）が亡くなる。1993年（平成5年）4月に同園で生まれ、人間の年齢で100歳を超えていた[10]。

## 主な動物
- アビシニアコロブス
- アメリカバク
- アメリカバイソン

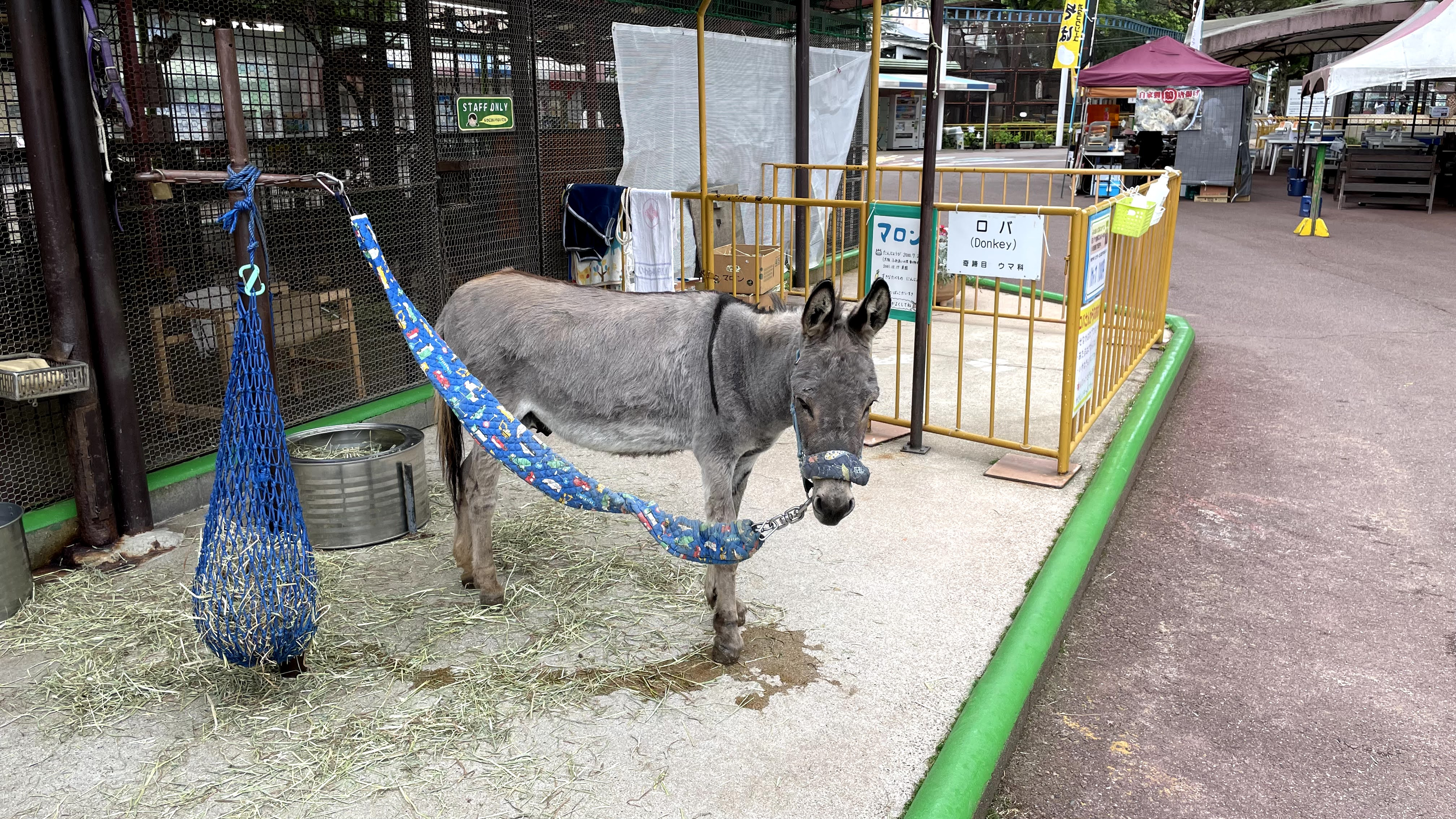
ロバのマロン
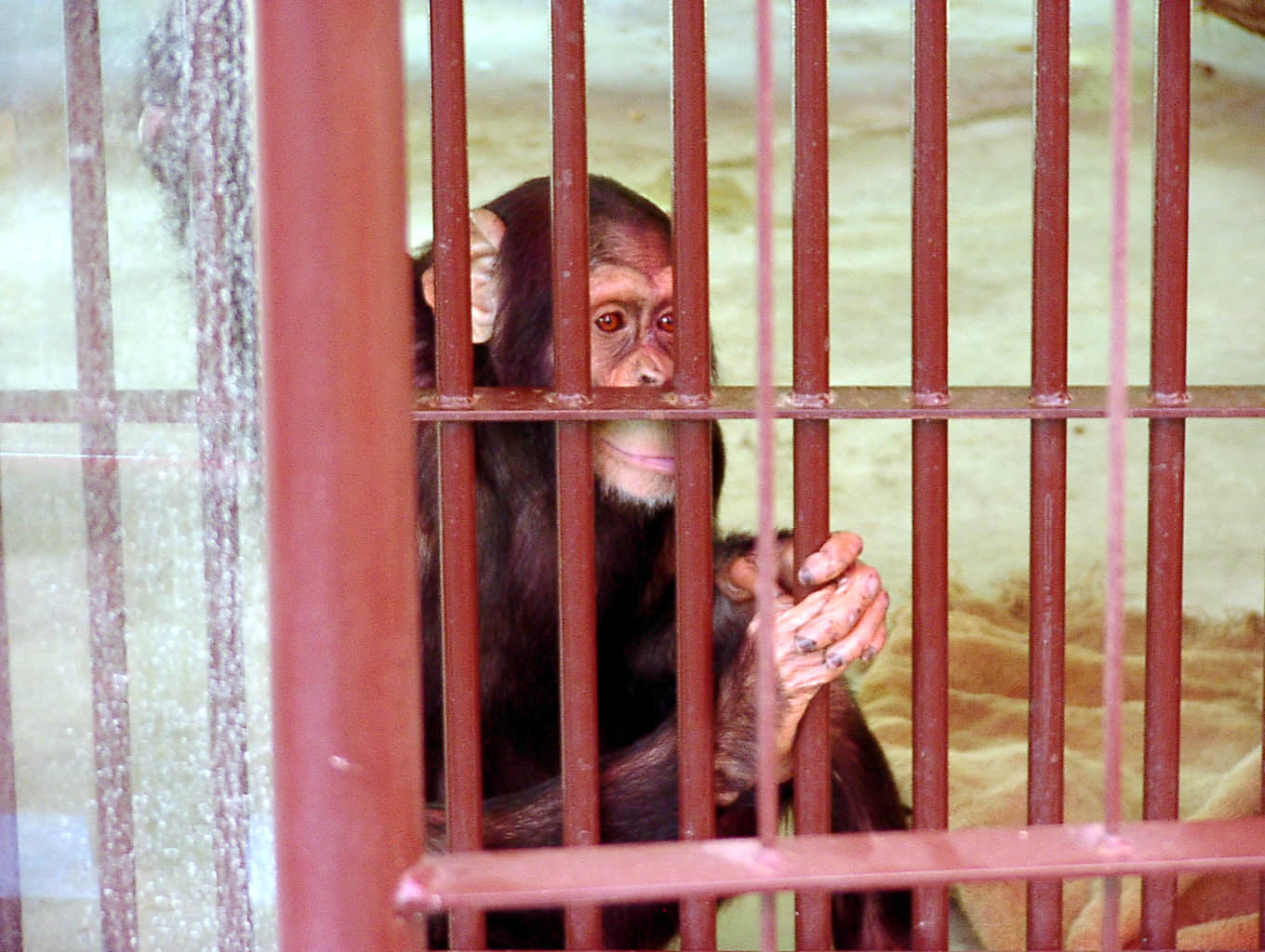
インドクジャク
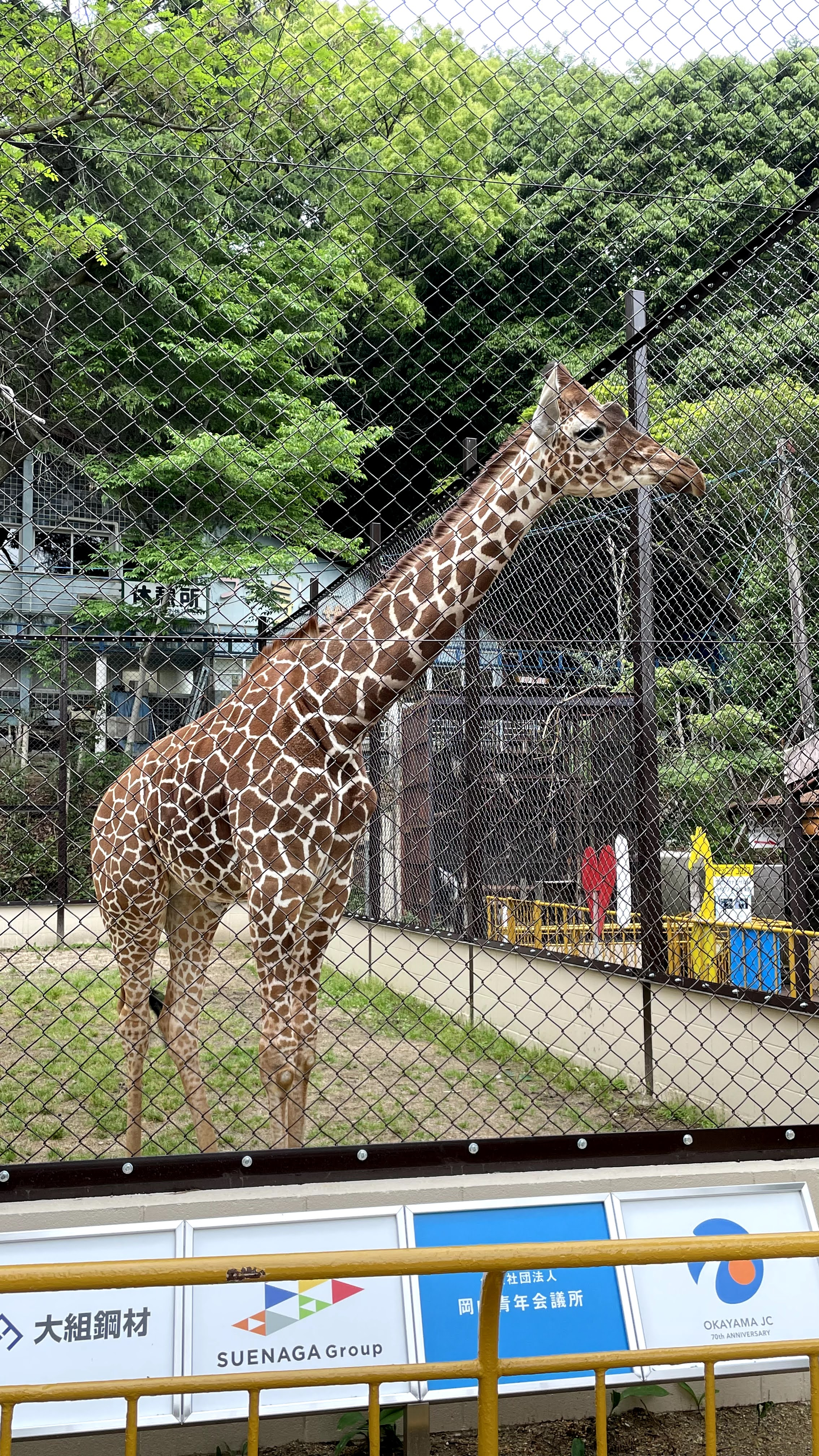
アミメキリンのサンタロウ
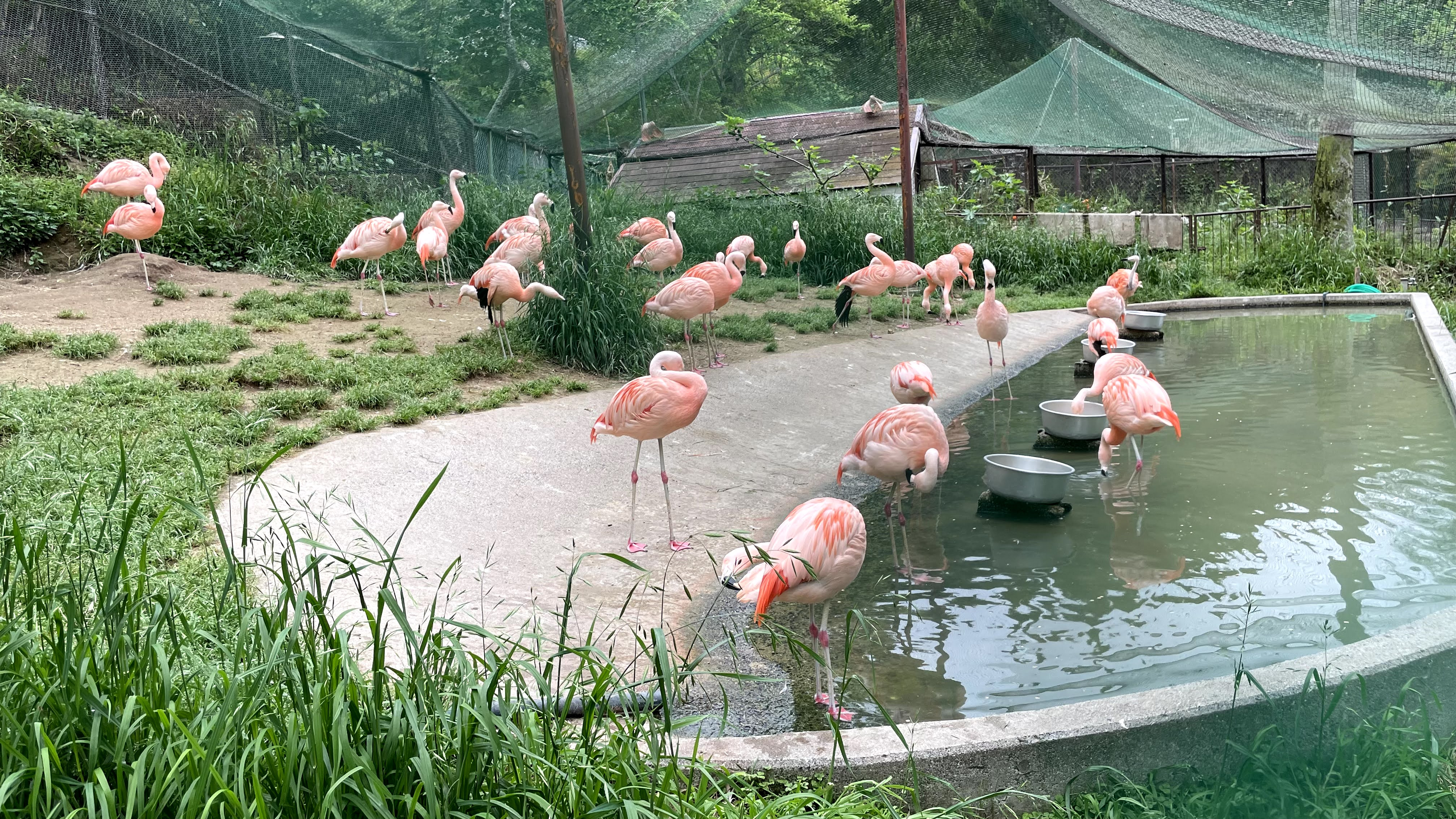
チリーフラミンゴ
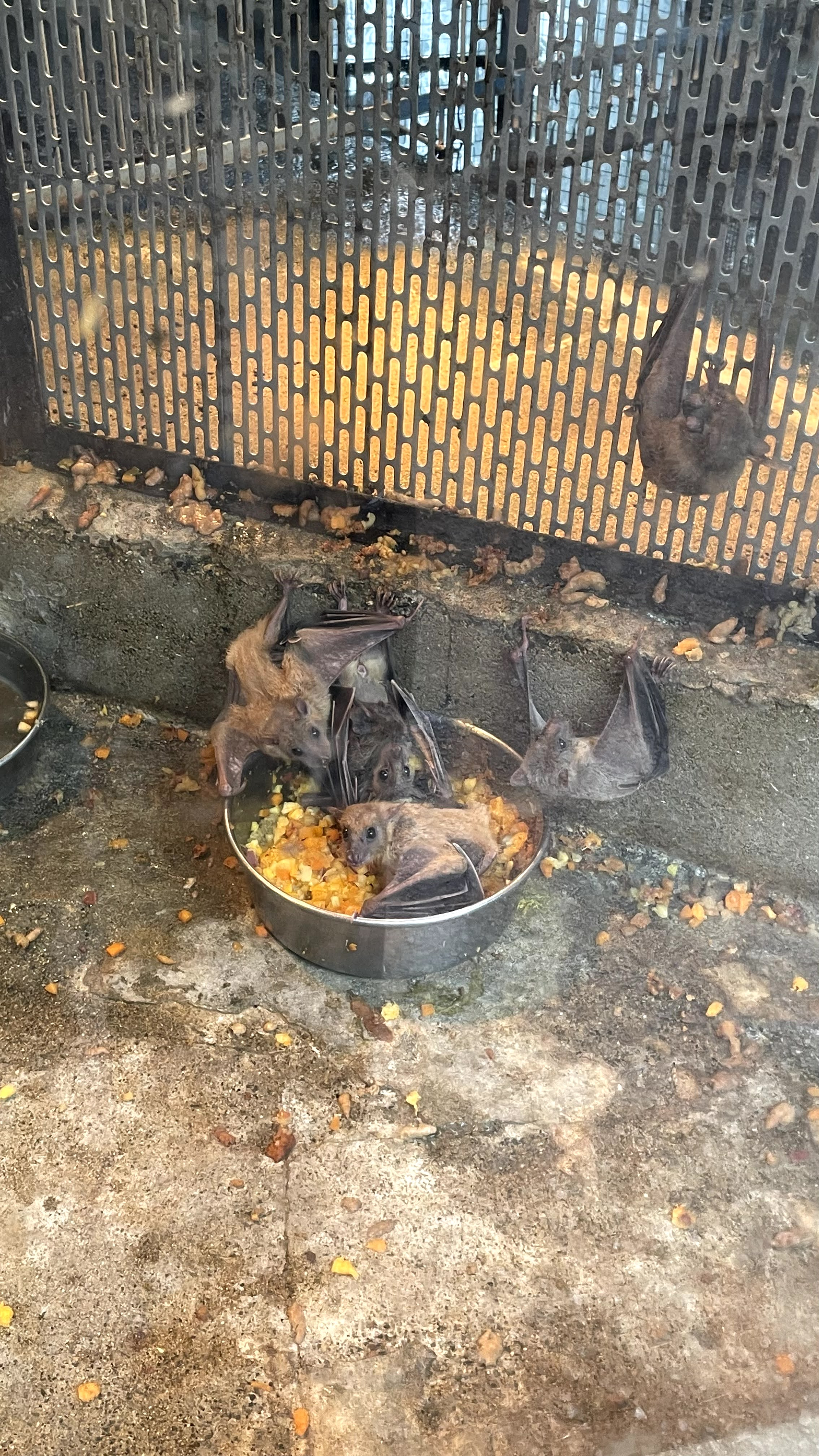
エジプトルーセットオオコウモリ

- ボリビアリスザル
- カピバラ
- チンパンジー

- パルマワラビー
- フクロテナガザル
- ブチハイエナ
- マゼランペンギン
- ミーアキャット
- レッサーパンダ
- ワニガメ
- ホワイトタイガー

など
- ロバのマロン
- チンパンジー
- エリマキキツネザル（動画）
- アミメキリンのサンタロウ
- チリーフラミンゴ
- エジプトルーセットオオコウモリ

## 利用案内
以下の情報は2022年9月現在のものである。
開園時間
- 4〜10月 9時30分〜17時00分まで
- 11〜3月 9時30分〜16時30分まで

※閉園1時間前まで入園可。
休園日
- 毎週水曜7月21日〜11月20日と2月21日〜5月20日の間は無休。

入園料
- 大人（高校生以上）：1,300円
- 小学生・中学生：800円
- 幼児（3歳以上）：400円
- 65歳以上：650円（要年齢確認書類）

駐車場
- 220台、1日500円

注意事項
2009年（平成21年）1月1日から、園内を全面禁煙としている。ペット入園禁止。

## 交通アクセス
- JR岡山駅西口から
  - 岡電バス岡山中央病院経由津高営業所行き[11]で5分、「京山入口」下車、徒歩約12分　　　　　　　　
    - 京山バス停が最も近いが開園時間帯の運行がない。（早朝に1往復のみ）

  - タクシーで約8分
- 山陽自動車道岡山ICから岡山市街地方面へ約15分

## 記録
過去、園内にいた動物の中でも、1999年（平成11年）に老衰で死亡したアメリカアリゲーター（ミシシッピーワニ）のシッピーは推定年齢70歳以上であり国内最長寿を記録している（日本に輸入された最初のワニでもある）。またこのワニは体長約3.3m、胴回り約1.3mであり大きさでも国内最大だった。